# 特定集中治療室
特定集中治療室(とくていしゅうちゅうちりょうしつ)とは、下記の施設基準を満たし、厚生労働省の認定した集中治療室のことである。
1. 専任の医師が常時、特定集中治療室内に勤務している。
2. 看護師が常時患者2人に1人の割合で特定集中治療室内に勤務している。
3. 特定集中治療室管理を行うにふさわしい専用の特定集中治療室を有していて、当該特定集中治療室の広さは1床当たり15平方メートル以上である。ただし新生児用の特定集中治療室にあっては、1床当たり9平方メートル以上である。
4. 当該管理を行うために必要な次に掲げる装置および器具を特定集中治療室内に常時備えている。
  1. 救急蘇生装置（気管内挿管セット、人工呼吸装置等）
  2. 除細動器
  3. ペースメーカー
  4. 心電計
  5. ポータブルエックス線撮影装置
  6. 呼吸循環監視装置
5. 新看護または基準看護を行っていて、かつ自家発電装置を有している病院であり、かつ当該病院において電解質定量検査、血液ガス分析を含む必要な検査が常時実施できる。
6. 原則として、治療室はバイオクリーンルームである。
7. 当該治療室勤務の医師および看護師は治療室以外での当直勤務を併せて行わないものとする。